# The Distillers
Pour leur premier album, voir The Distillers (album).
The Distillers est un groupe de punk rock américain, originaire de Los Angeles, en Californie, actif de 1998 à 2006. Après la séparation du groupe en 2006, Dalle et le guitariste Tony Bevilacqua formeront Spinnerette. Le groupe se reforme en 2018.

## Biographie
The Distillers est formé en 1998 à Los Angeles, en Californie. À l'époque de sa première formation, le groupe est composé de Brody Dalle nommée également Armstrong à ce moment-là, (car elle était encore mariée à Tim Armstrong, le leader de Rancid) à la guitare et au chant, de Kim Chi à la basse, de Rose « Casper » Mazzola à la guitare et de Matt Young à la batterie.
Le groupe signe avec le label Epitaph Records et sort en 2000 un premier album éponyme. Ce dernier laisse pressentir la fougue des musiciens et est suivi deux ans plus tard par un second album Sing Sing Death House, certainement celui de leur consécration mais avec un premier changement dans les membres. Effectivement, après le départ de Kim Chi et  Matt Young, Andy Granelli (ex-batteur des Nerve Agents) et Ryan Sinn rejoignent la formation Distillers. Peu de temps après, Casper quitta le groupe à son tour. En 2003, un troisième album intitulé Coral Fang sort. Les influences punk du groupe se font moins ressentir. Pour ce dernier album, c'est le technicien guitare du groupe (et leur ex-vendeur de t-shirts par la même occasion), Tony Bradley, qui est convié à intégrer la formation en tant que guitariste principal.
L'année 2005 est riche en déceptions pour les fans, Andy Granelli annonce son départ du groupe en février et ce afin de rejoindre le groupe Darker My Love. Quant à Ryan Sinn, il annonce la fin de son aventure aux côtés des Distillers au mois de juillet, et rejoint Angels and Airwaves qu'il quitta deux ans plus tard. Tony Bradley part en tournée aux côtés de Har Mar Superstar en tant que bassiste. Pendant ce temps, Brody Dalle travaille sur d'autres projets ; elle fait une apparition sur l'album Lullabies to Paralyze des Queens of the Stone Age, enregistre un morceau pour la bande originale du film Les 4 Fantastiques et particicipe à l'album Death by Sexy... des Eagles of Death Metal. En 2006, Brody Dalle met au monde son premier enfant issu de sa relation avec Josh Homme des Queens of the Stone Age. Le groupe se sépare la même année. Brody Dalle formera un nouveau groupe, Spinnerette.
Après 13 ans d'inactivité, le groupe est annoncé au Casbah de San Diego, en Californie à la fin avril 2018.

## Membres

### Derniers membres
- Brody Dalle — chant, guitare rythmique (1998-2006, depuis 2018), guitare solo (2002)
- Andy Granelli — batterie, percussions (2000-2006, depuis 2018)
- Tony Bevilacqua — guitare solo, chœurs (2003-2006, depuis 2018)
- Ryan Sinn — basse, chœurs (2000-2006, depuis 2018)

### Anciens membres
- Rose « Casper » Mazzola — guitare solo, chœurs (1998-2002)
- Kim Chi — basse, chœurs (1998-2000)
- Mat Young — batterie, percussions (1998-2000)

## Discographie

### Albums studio
- 2000 : The Distillers
- 2002 : Sing Sing Death House
- 2003 : Coral Fang

### EP
- 1999 : The Distillers (7")

### Singles
- 2002 : The Young Crazed Peeling
- 2002 : City of Angels
- 2003 : Drain the Blood
- 2003 : The Hunger
- 2004 : Beat Your Heart Out